# Spoorlijn Luzern - Immensee
De spoorlijn Luzern - Immensee via Küssnacht is een Zwitserse spoorlijn tussen Luzern (station) in kanton Luzern naar Immensee in kanton Schwyz.

## Geschiedenis
Het traject werd door de Gotthardbahn (GB) op 1 juni 1897 geopend. Het traject werd op 1 mei 1909 overgenomen door de Schweizerischen Bundesbahnen (SBB).

## Treindiensten

### S-Bahn Luzern
De treindiensten van de S-Bahn Luzern worden uitgevoerd door de SBB.

## Aansluitingen
In de volgende plaatsen is of was er een aansluiting van de volgende spoorlijnen:

### Luzern
- Bern - Luzern, spoorlijn tussen Bern en Luzern
- Luzern - Lenzburg, spoorlijn tussen Luzern en Lenzburg
- Zug - Luzern, spoorlijn tussen Zug en Luzern
- Olten - Luzern, spoorlijn tussen Olten en Luzern
- Luzern - Interlaken, spoorlijn tussen Luzern en Interlaken
- Luzern - Engelberg, spoorlijn tussen Luzern en Engelberg

### Immensee
- Gotthardspoorlijn, spoorlijn tussen Immensee en Chiasso
- Aargauische Südbahn, spoorlijn tussen Brugg AG en Immensee

## Elektrische tractie
Het traject werd geëlektrificeerd met een spanning van 15.000 volt 16 2/3 Hz wisselstroom.